# Demografía de Irlanda

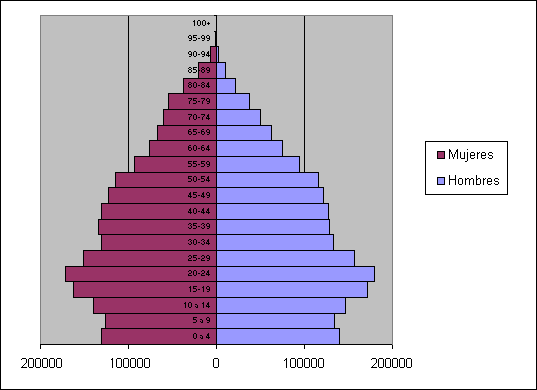
Pirámide de población de Irlanda.

Irlanda es uno de los países de Europa con la tasa de natalidad más elevada (17 % en el año 2000), y uno de los más altos índices de crecimiento natural de la población (0,5 % en el año 2000). También contrasta con el resto de Europa por la juventud de su población y el bajo índice de urbanización (63 % en el año 2000).
La población total de Irlanda es de 4 581 269 habitantes que viven en la República de Irlanda
(1,7 millones aproximadamente en la Gran Área de Dublín). En 1841 la población era de 6,5 millones de habitantes, y pasó a 5,1 millones en 1850 después de la Gran hambruna irlandesa acompañada de una emigración masiva. La población siguió decreciendo hasta los años 1960, como indica que en 1901 la población era de 3,2 millones de habitantes y en 1961 de 2,8 millones, pero a partir de este momento volvió a crecer. En los años 1990 y todavía más en los años 2000 la inmigración ha aumentado.
Dublín y Cork son las dos ciudades con más de 100 000 habitantes.

## Historia

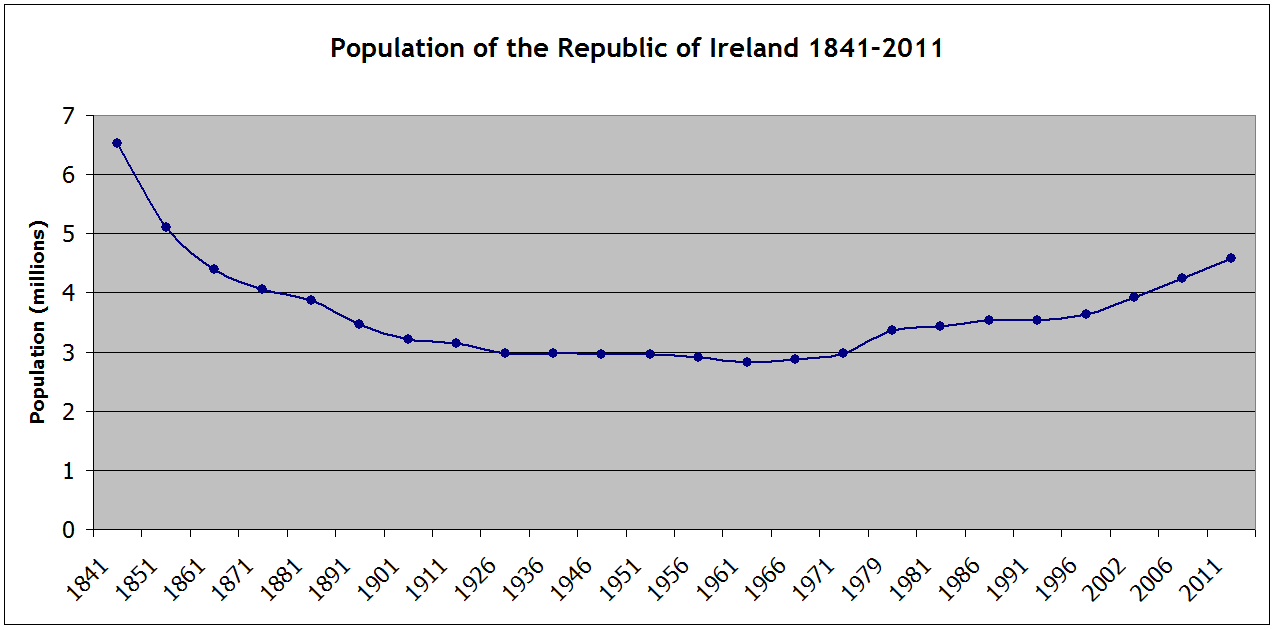
Evolución de la población irlandesa.

Irlanda ha estado habitada durante por lo menos 9000 años, aunque poco se sabe sobre los habitantes paleolíticos o neolíticos de la isla. Los expedientes históricos y genealógicos tempranos observan la existencia de diversos pueblos (Cruithne, Attacotti, Conmaicne, Eóganachta, Érainn, Soghain y otros). Durante los pasados 1000 años, ha habido influencias de normandos y de vikingos, que fundaron varios puertos, incluyendo Dublín. Sin embargo, la mayor parte (el 80 %) de la población irlandesa desciende de los habitantes originales de la isla que vinieron después del final de la edad de hielo. Muchos en el norte de Irlanda son descendientes de los colonos de Gran Bretaña, sobre todo de Escocia (Úlster-Scots).
Durante muchos años se ha creído que los irlandeses son de origen “céltico”, la reciente evidencia del ADN demuestra que la gente en el oeste de Irlanda y de Gales (y en menor grado en Escocia e Inglaterra) tienen muchos rasgos genéticos en común con las poblaciones de España, y en especial del sector norte, por lo que, al igual que el resto del occidente europeo, habría mantenido hasta la actualidad una población descendiente del fondo europeo más antiguo, claramente precéltico.
Tras siglos únicamente de emigración neta a casi todos los continentes de mundo, exceptuando las colonizaciones de protestantes como parte de la conquista del país por Oliver Cromwell, la bonanza económica de los últimos 15 años ha invertido esta situación, hasta convertirla en casi una inmigración neta. Según el último censo del 2006, el 10 % aproximadamente de la población era de origen extranjero. Más de 112 000 son del Reino Unido, siendo esta la mayor nacionalidad extranjera en Irlanda, pues representan más del 25 % del total de extranjeros. También hay 63 000 de Polonia, 25 000 de Lituania, 13 000 de Letonia y 10 000 de Alemania. Además, unos 52 000 son del resto de la Unión Europea, y más de 24 000 del resto de Europa. Otros 35 000 proceden de países de África. De ellos 16 000 son de Nigeria. Unos 11 000 vienen de China y 38 000 del resto de Asia. Más de 12 000 son de Estados Unidos y 9000 de otros países de América.
Los altos salarios y la alta calidad de vida atraen a emigrantes de los nuevos Estados miembros de la Unión Europea (UE). Así, desde la adhesión de Polonia en la Unión en 2004, los polacos han constituido la mayor fuente de emigrantes de Europa central. Entre los inmigrantes procedentes de países de fuera de la Unión Europea, la mayoría proceden de Nigeria y de otros países africanos.

## Distribución de la población
Después de Dublín (con 1 661 185 habitantes en el Gran Área de Dublín), las ciudades más grandes de Irlanda son Cork (380 000 habitantes en el área metropolitana), Limerick (93 321 habitantes en el área metropolitana), Galway (71 983 habitantes en la ciudad) y Waterford (45 775 habitantes en la ciudad).

## Lenguas

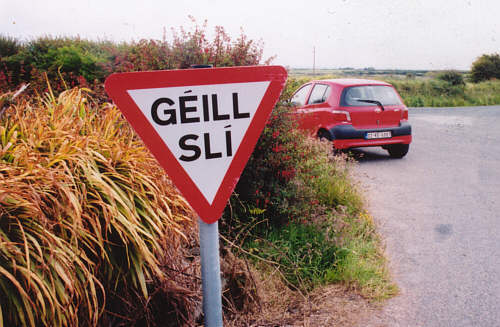
Señal de tráfico en irlandés.

Los idiomas oficiales son el irlandés (Gaeilge), idioma celta nativo, y el inglés, el cual es descrito constitucionalmente como un idioma oficial secundario. Aprender irlandés es obligatorio en la educación, pero el inglés es ampliamente predominante. Las señales públicas son generalmente bilingües y existen también medios nacionales en irlandés. El Departamento de la Gaeltacht de Asuntos Rurales y Comunitarios de Irlanda estimó en 2003 que alrededor de 1 500 000 personas aseguraban tener conocimiento del idioma. En 2007, de los 4,3 millones de habitantes que poseía la república, el 40,8 % de la población era capaz de hablarlo. La población perteneciente a comunidades de habla predominantemente irlandesa (los Gaeltacht) se encuentra limitada a apenas unas decenas de miles de personas en bolsas aisladas, principalmente hacia la costa occidental.

## Religión
La población de la República de Irlanda profesa mayoritariamente el cristianismo, concretamente en su forma católica. La constitución de Irlanda establece que el estado no favorecerá una religión en particular y garantiza la libertad de religión.
En el censo de 2016, el 78,3 % (3,5 millones) de la población irlandesa se identificó como católica, que es 209 220 menos que en 2010, cuando el porcentaje era del 88 %. El cristianismo fue introducido por San Patricio, pero se ha producido un descenso en la asistencia a los servicios religiosos. Entre 1996 y 2001 la asistencia regular a misa, decayó de un 60 % a un 48 % (hacia 1973 superaba el 90 %) y están activos 2 seminarios.  En 1995, tras una prohibición de alrededor de 60 años, los votantes decidieron volver a legalizar el divorcio en la República. Aun así, el número de practicantes es superior a la media europea. La religión católica en Irlanda es también un símbolo de identificación nacional.
Según el censo de 2006, el número de personas que dijeron que no pertenecían a ninguna religión era de 186 318 (el 4,4 %). Las 1515 personas adicionales se declararon agnósticos y 929 ateos. Por lo tanto, el total no religioso es del 4,5 % de la población. El resto de la población, o sea 70 322 (el 1,7 %), no declararon una religión.

## Composición étnica
La composición étnica actual (censo 2006) es la siguiente:
- Europeos: 96,0 % (irlandeses 88,8 % + otros europeos 7,2 %)
- Asiáticos: 1,1 % (mayoría de chinos)
- Africanos: 0,8 % (mayoría de nigerianos)
- Americanos: 0,5 % (mayoría de estadounidenses)
- Australianos y neozelandeses: 0,1 %
- Otros o sin censar: 1,5 %